# Lípa pod penzionem v Jiřičné
Lípa pod penzionem v Jiřičné je památný strom ve vsi Jiřičná, vlevo od silnice do Vlastějova. Lípa malolistá (Tilia cordata Mill.) je přibližně 350 let stará, podle šetření v roce 2009 byl její stav vyhodnocen jako silně poškozený, jedna vedlejší větev je odlomená, koruna mírně redukovaná (řez 2009), stabilita stromu je snížená. Obvod jejího kmene je 493 cm (měření 2012), výška stromu 35 m (měření 2009). Strom je chráněn od 24. května 2005 jako krajinná dominanta.

## Památné stromy v okolí
- Chamutická lípa
- Kněžický klen
- Kojšická lípa
- Lípa pod statkem v Chamuticích
- Tichých lípa
- Trsická lípa
- Vlastějovská lípa
- Volšovská lípa

## Galerie

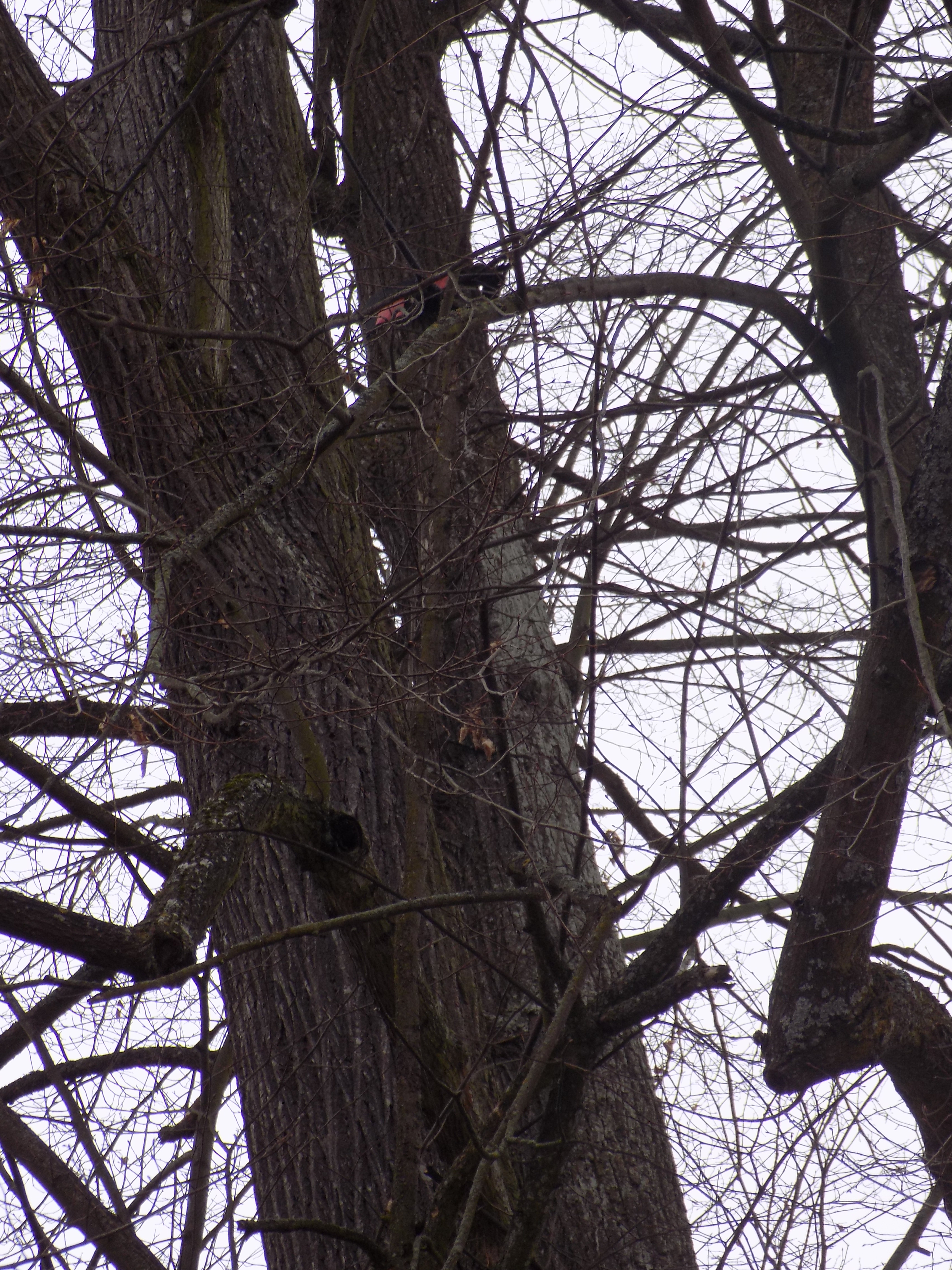
Koruna
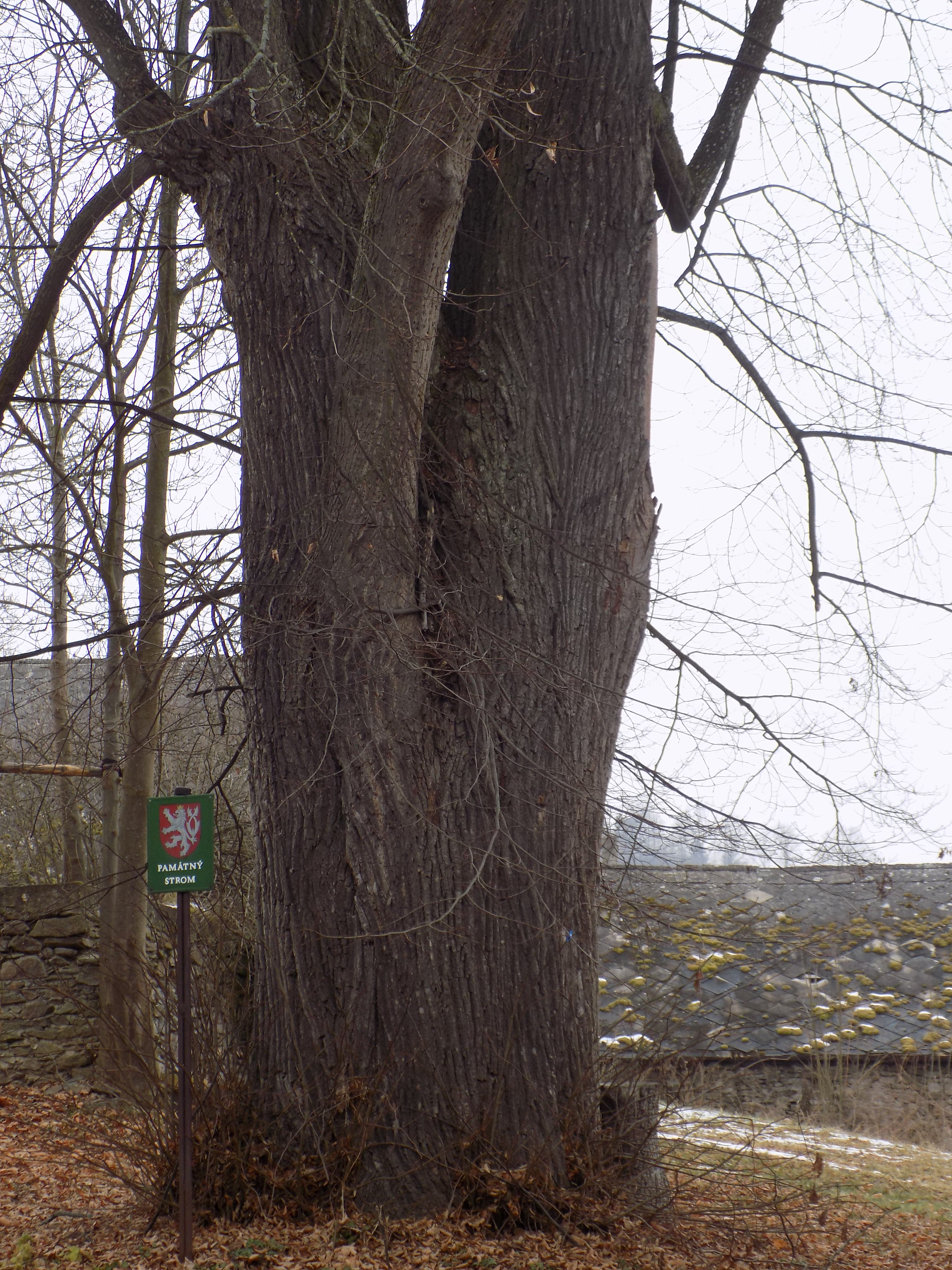
Pata
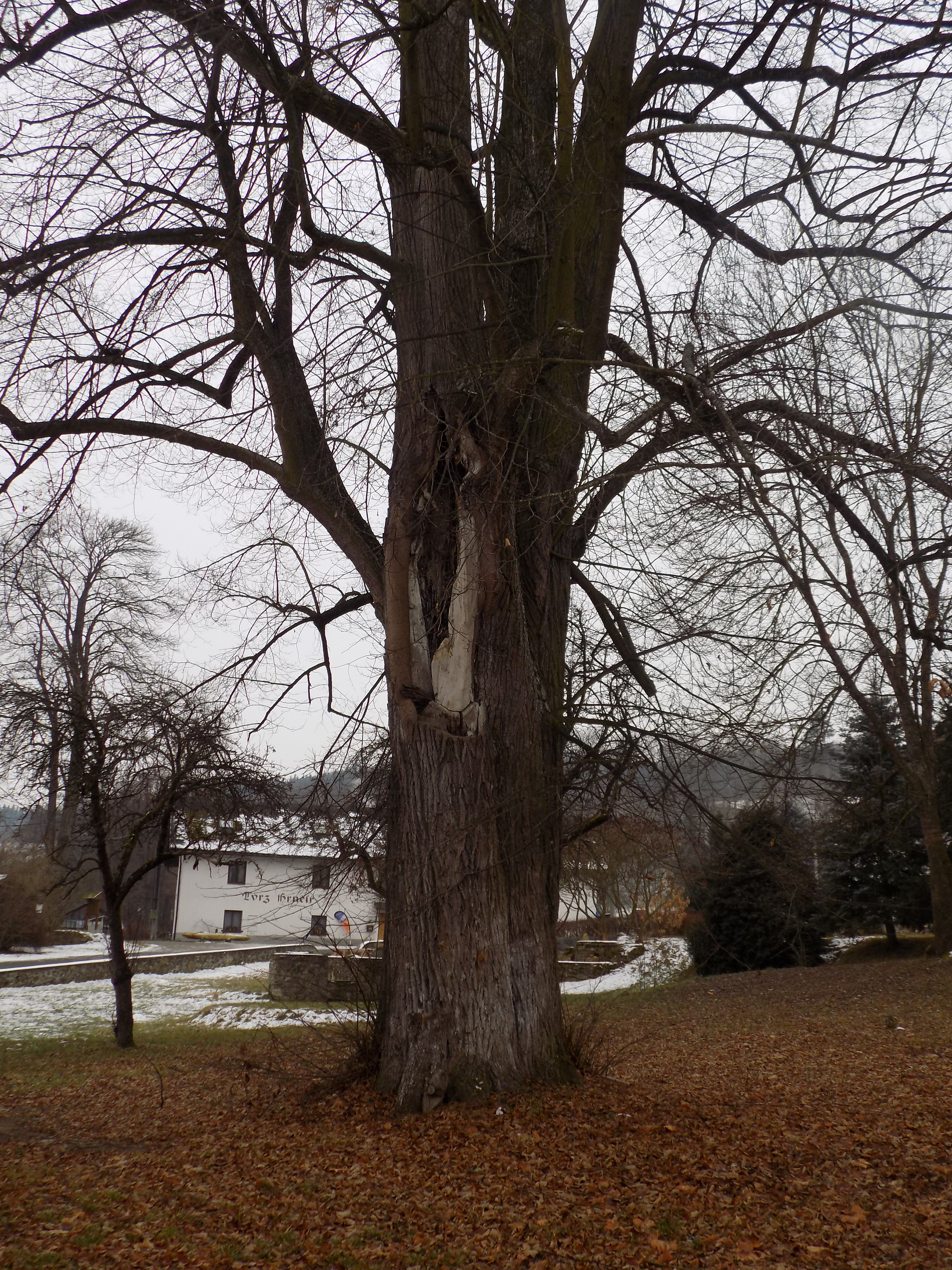
Kmen lípy